# Bicchiere, bouquet, chitarra e bottiglia
Bicchiere, bouquet, chitarra e bottiglia (Verre, bouquet, guitare, bouteille) è un'opera del pittore spagnolo Pablo Picasso, realizzata nel 1919 tramite olio, gesso, gesso e matita su tela. 
Il quadro fu dipinto durante una vacanza in Costa Azzurra di Picasso. Come suggerisce il titolo, l'opera rappresenta un tavolo con un bicchiere, un bouquet di fiori, una chitarra e una bottiglia.